# Papel vegetal
Papel vegetal é um tipo de papel translúcido usado para desenhos técnicos ou artísticos, ou para cópia de desenhos, podendo ser colocado sobre alguma superfície desenhada, como um projeto de engenharia, e então copiado utilizando ferramenta de escrita apropriada como tinta nanquim.

## Utilização
Utilizado para decalques e cópias em tamanho original com canetas, lápis, nanquim ou outro material. Possui como característica, ser translúcido para a visualização da imagem a ser copiada através de seu corpo. É utilizado com frequência em estúdios de tatuagem, serigrafia, aerografia, desenho técnico, artes gráficas e artesanatos em geral. Pode ser comprados em papelarias e lojas do ramo.

## Produção
O papel vegetal é produzido utilizando celulose e água, que, depois de batidos, peneirados e secados, forma-se o papel com sua textura e opacidade característicos.
| Substância     | Densidade   | Humidade    | Rugosidade          | Translucência | Tensile strength (mD) | Surface Alkali pH |
| -------------- | ----------- | ----------- | ------------------- | ------------- | --------------------- | ----------------- |
| ISO 536 (g/m²) | (kg/m³)     | ISO 287 (%) | ISO 8791-2 (ml/min) | ISO 2469 (%)  | ISO 1974 (mN)         | ISO 6588 (pH)     |
| 42             | 1,200÷1,235 | 7           | 100-300             | 79+/-5        | 220-440               | 6-7               |
| 53             | 1,200÷1,235 | 7           | 100-300             | 77+/-5        | 220-440               | 6-7               |
| 63             | 1,220÷1,250 | 7           | 100-300             | 75+/-5        | 220-440               | 6-7               |
| 73             | 1,220÷1,250 | 7.5         | 100-300             | 75+/-5        | 220-440               | 6-7               |
| 83             | 1,220÷1,250 | 7.5         | 100-300             | 75+/-5        | 220-440               | 6-7               |
| 93             | 1,220÷1,250 | 7.5         | 100-300             | 75+/-5        | 220-440               | 6-7               |
| 100            | 1,220÷1,250 | 7.5         | 100-300             | 75+/-5        | 220-440               | 6-7               |
| 112            | 1,220÷1,250 | 8           | 100-300             | 73+/-5        | 220-440               | 6-7               |
| 130            | 1,220÷1,250 | 8           | 100-300             | 69+/-5        | 220-440               | 6-7               |
| 150            | 1,220÷1,250 | 8           | 100-300             | 65+/-5        | 220-440               | 6-7               |
| 160            | 1,220÷1,250 | 8           | 100-300             | 61+/-5        | 220-440               | 6-7               |
| 170            | 1,220÷1,250 | 8           | 100-300             | 59+/-5        | 220-440               | 6-7               |
| 190            | 1,220÷1,250 | 8           | 100-300             | 55+/-5        | 220-440               | 6-7               |
| 200            | 1,220÷1,250 | 8           | 100-300             | 53+/-5        | 220-440               | 6-7               |
| 240            | 1,220÷1,250 | 8           | 100-300             | 47+/-5        | 220-440               | 6-7               |
| 280            | 1,220÷1,250 | 8           | 100-300             | 45+/-5        | 220-440               | 6-7               |